# Morro do Alto
Morro do Alto é um distrito do município brasileiro de Itapetininga, que integra a Região Metropolitana de Sorocaba, no interior do estado de São Paulo.

## História

### Origem
O povoado que deu origem ao distrito se desenvolveu ao redor da estação ferroviária Morro Alto, inaugurada pela Estrada de Ferro Sorocabana em 11 de maio de 1895. Teve seu apogeu durante o auge das ferrovias no estado.

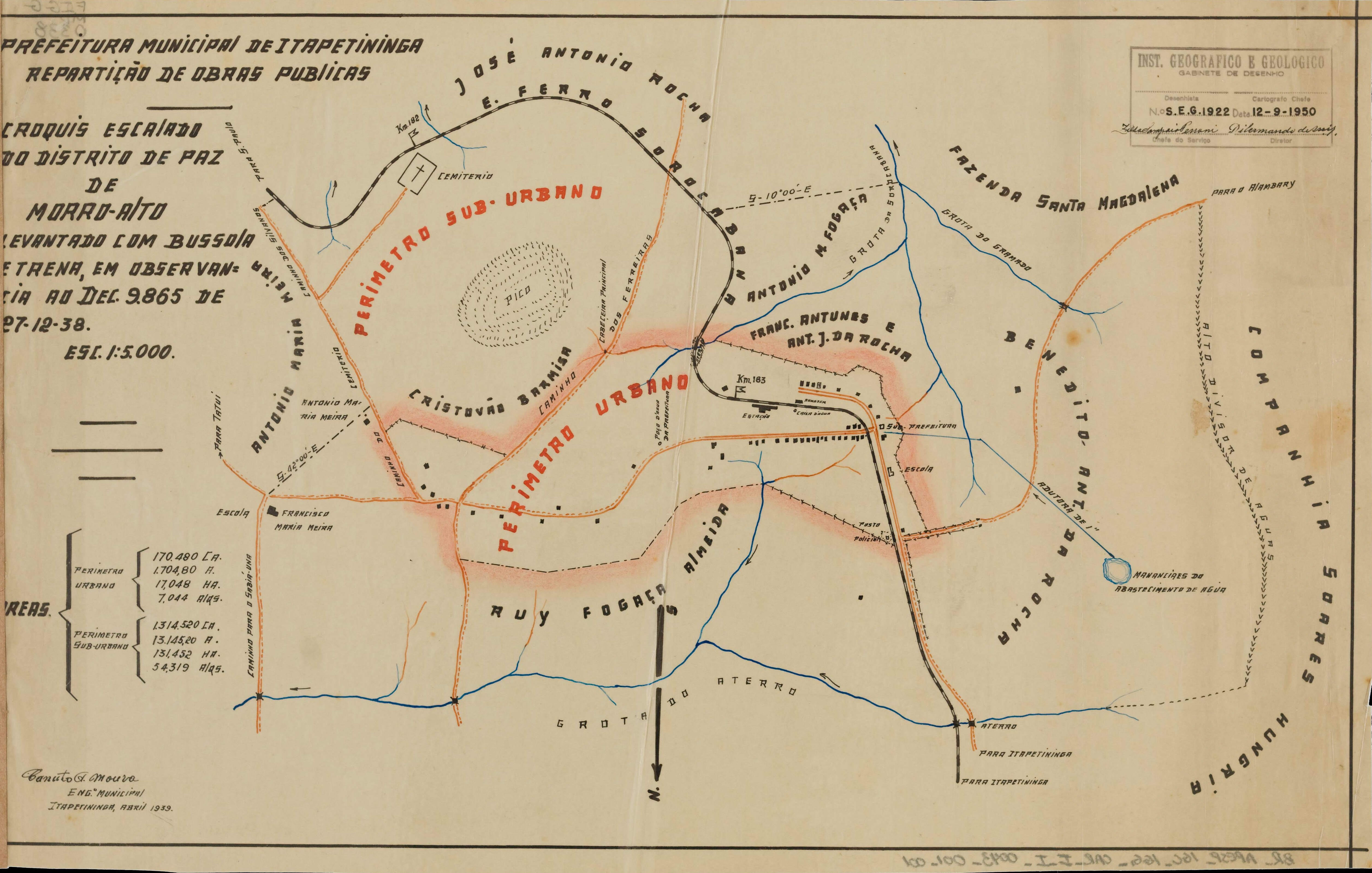
Planta da área urbana original.

Seu morador mais ilustre foi João Ayres da Rocha (12 de outubro de 1903 - 29 de abril de 1976), que foi sub-prefeito e responsável por muitos acontecimentos no distrito, entre eles, a instalação de água encanada para a população do Morro do Alto. Uma das principais ruas do distrito tem o seu nome.

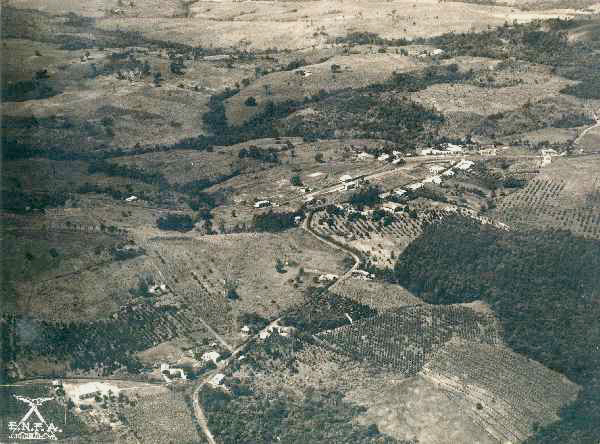
Vista aérea (1940).

### Formação administrativa
- Pedido para criação do distrito através de processo que deu entrada na Assembléia Legislativa do Estado de São Paulo no ano de 1897, mas o processo foi arquivado[4].
- Distrito Policial de Morro Alto criado em 30/04/1900 no município de Itapetininga[5].
- Distrito criado pela Lei nº 1.384 de 11/10/1913, com sede no povoado do mesmo nome[6][7].

## Geografia

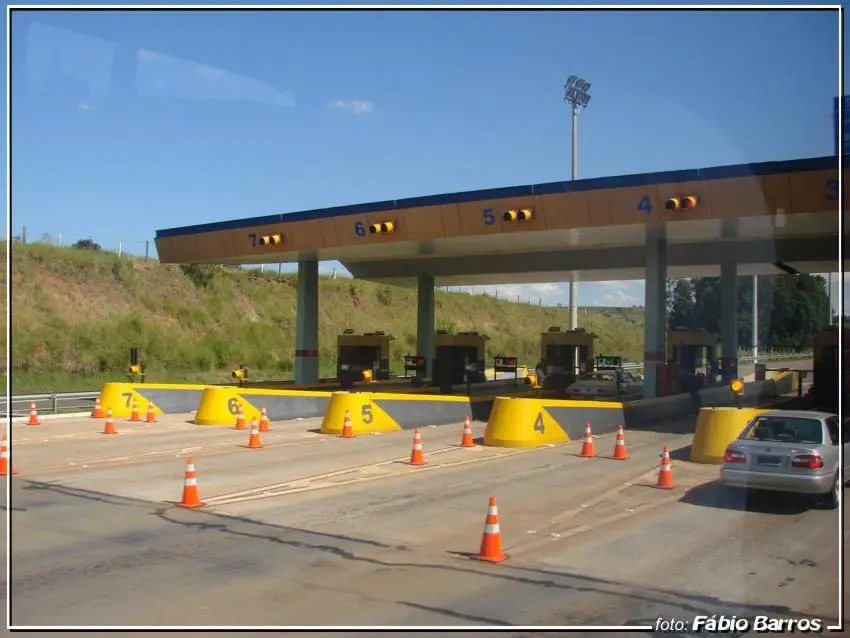
Pedágio Morro do Alto na SP-127.

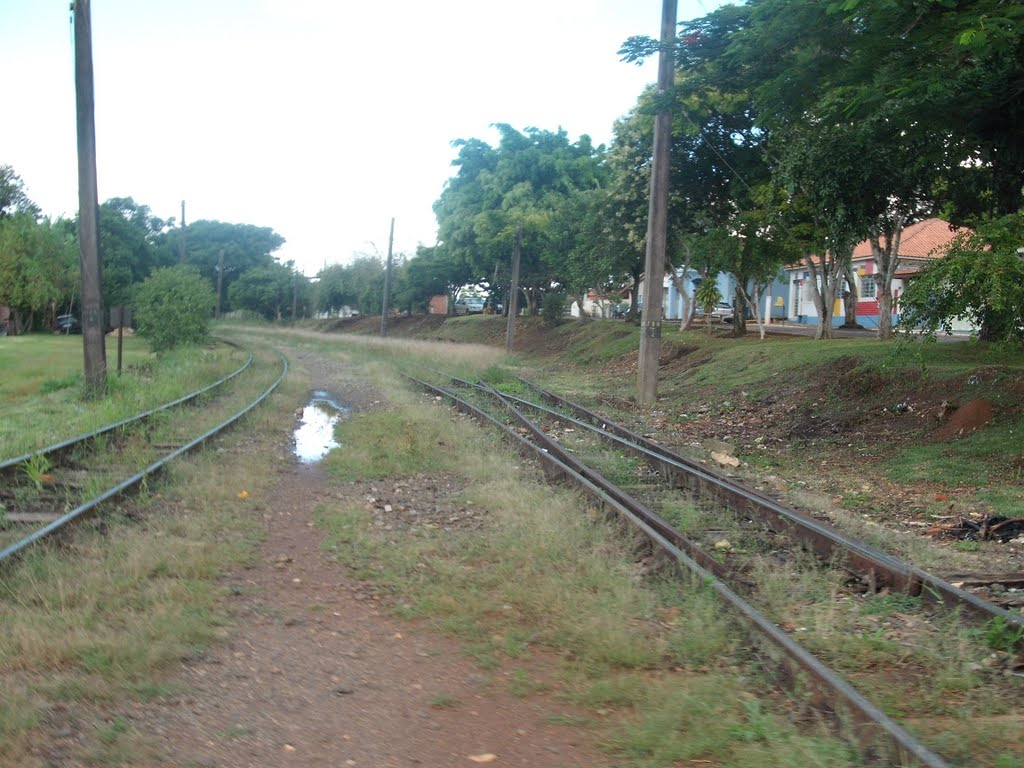
Pátio Morro do Alto.

### Demografia

#### População urbana
| Crescimento população urbana | Crescimento população urbana | Crescimento população urbana | Crescimento população urbana |
| Censo                        | Pop.                         |                              | %±                           |
| ---------------------------- | ---------------------------- | ---------------------------- | ---------------------------- |
| 1934                         | 208                          |                              |                              |
| 1940                         | 225                          |                              | 8,2%                         |
| 1950                         | 285                          |                              | 26,7%                        |
| 1960                         | 220                          |                              | −22,8%                       |
| 1970                         | 309                          |                              | 40,5%                        |
| 1980                         | 255                          |                              | −17,5%                       |
| 1991                         | 271                          |                              | 6,3%                         |
| 2000                         | 290                          |                              | 7,0%                         |
| 2010                         | 235                          |                              | −19,0%                       |
| Fonte: IBGE e Fundação SEADE |                              |                              |                              |

#### População total
Pelo Censo 2010 (IBGE) a população total do distrito era de 1 468 habitantes.

### Área territorial
A área territorial do distrito é de 153,256 km².

### Rodovias
O principal acesso ao distrito é a Rodovia Antônio Romano Schincariol (SP-127).

### Ferrovias
Pátio Morro do Alto (ZMF) do Ramal de Itararé (Estrada de Ferro Sorocabana), sendo a ferrovia operada atualmente pela Rumo Malha Sul.

## Serviços públicos

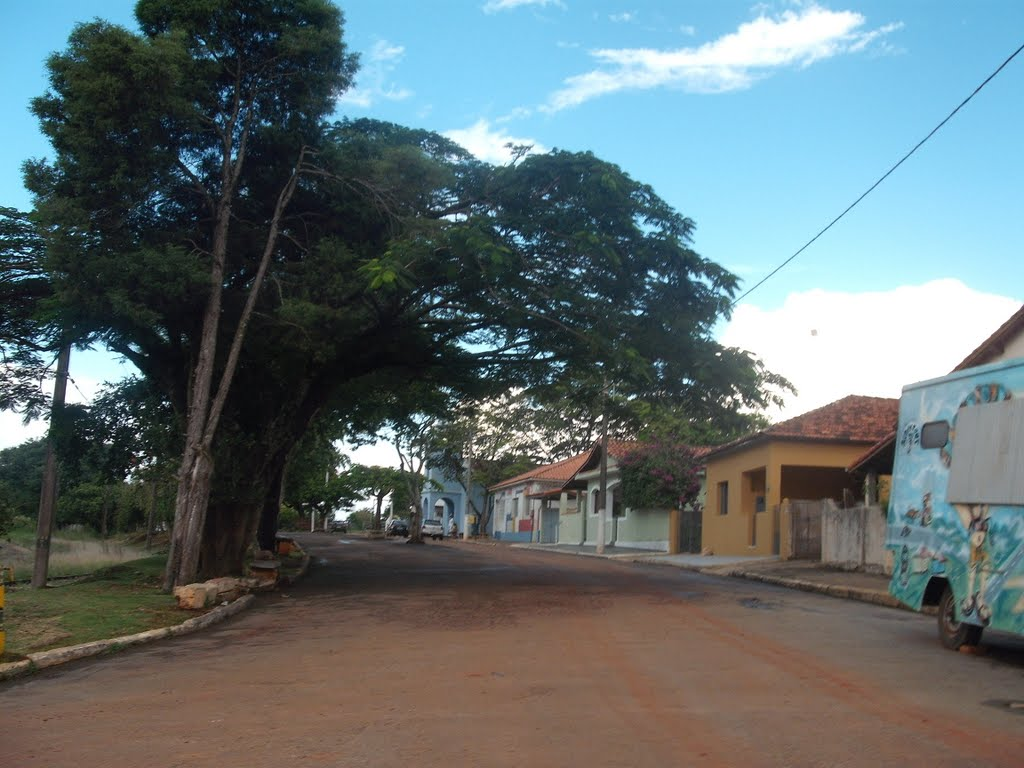
Aspecto local.

### Registro civil
Atualmente é feito na sede do município, pois o Cartório de Registro Civil das Pessoas Naturais do distrito foi extinto pela Resolução nº 1 de 29/12/1971 do Tribunal de Justiça do Estado de São Paulo, e seu acervo foi recolhido ao cartório do distrito sede.

### Saneamento
O serviço de abastecimento de água é feito pela Companhia de Saneamento Básico do Estado de São Paulo (SABESP).

### Energia
A responsável pelo abastecimento de energia elétrica é a CPFL Santa Cruz (antiga CPFL Sul Paulista), distribuidora do grupo CPFL Energia.

## Religião
O Cristianismo se faz presente no distrito da seguinte forma:

### Igreja Católica
- A igreja faz parte da Diocese de Itapetininga[19].

### Igrejas Evangélicas
- Congregação Cristã no Brasil[20].